# قلعة كهور
قلعة كهور هي قلعة إيرانية تقع على بعد ثمانية كيلومترات من قرية إشتهارد، خمسة كيلومترات إلى الجنوب من طهران. القلعة تشتهر بسبب القائد العسكري سلطان علي محجوب.